# Wo die wilden Kerle wohnen
Wo die wilden Kerle wohnen (englischer Originaltitel: Where the Wild Things Are) ist ein erstmals 1963 von Harper & Row veröffentlichtes Kinder- und Bilderbuch des US-amerikanischen Autors und Illustrators Maurice Sendak. Im Jahr 1967 erschien die erste deutschsprachige Übersetzung von Claudia Schmölders im Diogenes Verlag. Das Buch wurde diverse Male adaptiert, unter anderem als animierter Kurzfilm (1974, aktualisierte Version 1988), Oper (1980) und als Kinofilm von Spike Jonze (2009). Wo die wilden Kerle wohnen wurde weltweit über 19 Millionen Mal verkauft, 10 Millionen davon in den Vereinigten Staaten.
Sendak erhielt für das Buch 1964 die Caldecott Medal als bestes Kinderbuch. Im Jahr 2012 wurde es zum wiederholten Male von Lesern des School Library Journals zum besten Bilderbuch aller Zeiten gewählt.

## Handlung
Der Text des Buches umfasst in der deutschen Version nur 333 Wörter (im Englischen 338 Wörter).
Die Geschichte handelt von einem Jungen namens Max. Nachdem dieser ein Wolfskostüm angezogen hat, tobt er so wild durch das Haus, dass er von seiner Mutter ohne Abendessen ins Bett geschickt wird. Das Schlafzimmer von Max verwandelt sich daraufhin auf geheimnisvolle Weise in eine Dschungelumgebung. Max gelangt mit einem kleinen Segelboot auf eine Insel, die von großen Monstern bewohnt wird, den „wilden Kerlen“. Nachdem es ihm gelungen ist, die Kreaturen einzuschüchtern, wird Max zum König der wilden Kerle gekrönt, und er genießt die Balgerei mit seinen Untertanen. Dennoch beginnt er sich einsam zu fühlen, so dass er sich entschließt, nach Hause zurückzukehren, zur Bestürzung der wilden Kerle. Bei seiner Rückkehr entdeckt Max sein noch warmes Abendessen neben sich.

## Entstehung
Maurice Sendak begann seine Karriere als Illustrator und entschloss sich Mitte der 1950er-Jahre, nicht nur Texte anderer Autoren zu illustrieren, sondern selbst Texte zu verfassen und diese zu illustrieren. Im Jahr 1956 veröffentlichte er sein erstes Buch als Autor und Illustrator, Kennys Fenster (Kenny’s Window). Kurz danach begann er an seinem zweiten Buch zu arbeiten. Die Geschichte sollte von einem Kind handeln, das nach einem Wutanfall auf sein Zimmer geschickt wird und sich entschließt, an den Ort zu flüchten, der dem Buch den Namen geben sollte, in das Land der wilden Pferde (Land of Wild Horses). Kurz bevor er mit dem Anfertigen der Illustrationen begann, bemerkte Sendak, dass er nicht wusste, wie Pferde korrekt gezeichnet werden. Daher änderte er auf Anraten seines Herausgebers seine Grundidee, und aus den „wilden Pferden“ wurden „wilde Kerle“. Der Begriff ist inspiriert von dem jiddischen Ausdruck „vilde chaya“ (װילדע חיה) für ungestüme und wilde Kinder.
Sendak bediente sich dabei der Karikaturen, die er in seiner Jugend als Flucht von den chaotischen wöchentlichen Besuchen der Verwandten von seinen Tanten und Onkeln gezeichnet hatte. Sendak sah als Kind seine Verwandten, die ihn so lange in die Wange kniffen, bis diese rot wurden, als „komplett verrückt“ und mit „irren Gesichtern, wilden Augen und großen, gelben Zähnen“. Diese Familienmitglieder waren, wie Sendaks Eltern, arme jüdische Flüchtlinge aus Polen, deren übrige Verwandte in Europa während des Holocausts getötet wurden.
Bei der Arbeit an der Opernadaption durch Oliver Knussen im Jahr 1983 gab Sendak den Monstern die Namen seiner Familienmitglieder: Tzippy, Moishe, Aaron, Emile und Bernard.

## Rezeption

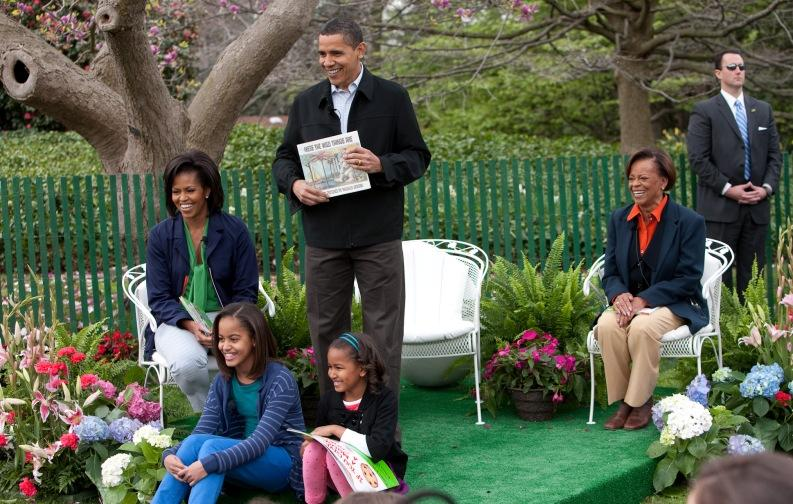
Barack Obama liest Kindern aus dem Buch beim Ostereierschieben im Weißen Haus vor, 2009

Nach Aussagen von Sendak wurde das Buch in manchen Bibliotheken verboten und erhielt negative Kritiken. Der Spiegel schrieb 1970, dass amerikanische Eltern und Rezensenten es anfangs als „zu grauslich“ für Kinder einschätzten. Es dauerte ungefähr zwei Jahre, dass Bibliothekare und Lehrer realisierten, wie sehr Kinder von dem Buch angezogen wurden, es immer wieder ausliehen und Kritiker ihre Vorbehalte lockerten. Seitdem erhält das Buch überwiegend positive Kritiken. Der britische Schriftsteller Francis Spufford ist der Meinung, dass Wo die wilden Kerle wohnen „eines der wenigen Bilderbücher ist, das absichtlich und großartig Nutzen von der psychoanalytischen Geschichte der Wut macht.“ Mary Pols vom Time-Magazin schrieb, dass der Grund für den Reiz an Sendaks Buch die Bodenständigkeit ist. Max hat einen Wutanfall und entdeckt seine wilde Seite, wird aber letzten Endes aufgrund seines Glaubens an elterliche Liebe zum warmen Abendessen zurückgeholt und balanciert damit auf der Wippe zwischen Furcht und Geborgenheit. Die New-York-Times-Filmkritikerin Manohla Dargis bemerkte, dass es verschiedene Lesarten des Buchs gibt, durch eine „freudsche oder kolonialistische Sicht und wahrscheinlich viele andere Möglichkeiten diese empfindliche Geschichte eines einsamen Kindes, das sich durch seine Phantasie befreit, zu ruinieren.“
Sendak nannte den Jungen Max „meine tapferste und daher auch meine liebste Schöpfung“ und schätzte auch die „wilden Kerle“, „die nicht angelegt sind, es jedem recht zu machen – nur Kindern.“ In Selma G. Lanes' Buch The Art of Maurice Sendak zählt Sendak Wo die wilden Kerle wohnen zu einer Art Trilogie mit seinen Büchern In der Nachtküche (In the Night Kitchen) und Als Papa fort war (Outside Over There) hinzu, die von Kindesentwicklung, Überleben, Wandel und Zorn handelt. Für ihn sind die drei Bücher „alles Variationen desselben Motivs: wie Kinder mit unterschiedlichen Gefühlen umgehen – Gefahr, Langeweile, Furcht, Frustration, Eifersucht – und wie sie es schaffen mit der Realität ihrer Leben zurechtzukommen.“
Basierend auf einer Onlineumfrage im Jahr 2007 zählte die US-amerikanische National Education Association das Buch zur Liste der Teachers' Top 100 Books for Children. Fünf Jahre später nannte das School Library Journal nach einer Leserumfrage Wo die wilden Kerlen wohnen das beste Bilderbuch für Kinder. Elizabeth Bird, Bibliothekarin der New York Public Library, die die Umfrage leitete, beobachtete, dass das Buch ein Wendepunkt war und die moderne Ära der Bilderbücher einleitete. Ein anderer Teilnehmer lobte das Buch als „perfekt geschrieben und perfekt illustriert […] einfach der Inbegriff eines Bilderbuchs“ und merkte an, dass Sendak „über den Rest herausragt, zum Teil weil er subversiv ist.“ Der ehemalige US-Präsident Barack Obama las das Buch mehrere Jahre Kindern beim Ostereierschieben des Weißen Hauses vor.
Im englischen Sprachraum wurde das Bilderbuch überaus populär und gewann 1964 die Caldecott Medal, die höchste Auszeichnung für englischsprachige Bilderbücher. Trotz der Beliebtheit des Buchs weigerte sich Sendak einen Nachfolger zu schreiben. Im Jahr 2012, vier Monate vor seinem Tod, erzählte er dem Satiriker Stephen Colbert, dass das „die erdenklich langweiligste Idee“ ist.

## Adaptionen
Nach fünfjähriger Produktionszeit erschien 1973 von Gene Deitch ein animierter Kurzfilm des Buchs, der von Krátký Film in Prag für die Weston Woods Studios produziert wurde. Es wurden zwei Versionen veröffentlicht: die Originalversion von 1973, mit dem Sprecher Allen Swift und einer Musique-concrète-Filmmusik von Deitch selbst und einer aktualisierte Version aus dem Jahr 1988 mit neuer Musik und dem Sprecher Peter Schickele.
In den 1980ern arbeitete Sendak mit dem britischen Komponisten Oliver Knussen an einer Kinderoperadaption des Buchs. Die erste (unvollständige) Aufführung war 1980 in Brüssel, während die erste vollständige Aufführung vom Glyndebourne Touring Opera in London vier Jahre später stattfand. 1985 kam es zur ersten US-Vorstellung in Saint Paul (Minnesota) und 1987 in New York City vom New York City Opera. Eine Aufführung lief während der Proms 2002 in der Londoner Royal Albert Hall. Eine Konzertvorstellung lief im Frühjahr 2011 in der New York City Opera.
Das Walt Disney Studio leitete im Jahr 1983 eine Reihe von Tests von Computer Generated Imagery, die von Glen Keane und John Lasseter auf Basis der wilden Kerle angefertigt wurden.
Am 16. Oktober 2009 erschien eine Adaption als Realfilm von Spike Jonze unter dem Titel Wo die wilden Kerle wohnen. Die Hauptrolle übernahm Max Records. Max’ Mutter wird von Catherine Keener gespielt. Zudem liehen die Schauspieler Lauren Ambrose, Chris Cooper, Paul Dano, James Gandolfini, Catherine O’Hara und Forest Whitaker ihre Stimmen den wilden Kerlen. Das Drehbuch wurde von Jonze und dem Schriftsteller Dave Eggers geschrieben. Die Filmmusik stammt von Karen O und Carter Burwell. Sendak fungierte als Produzent. Aus dem Drehbuch entwickelte Eggers den Roman Bei den wilden Kerlen (The Wild Things), welcher im selben Jahr erschien.
Im Jahr 2012 erschien von der britischen Indie-Rock-Band alt-J die Single Breezeblocks, die teilweise von Sendaks Buch inspiriert wurde. Der Keyboarder der Band Gus Unger-Hamilton, sagte in einem Interview, dass das Lied ähnliche Ideen mit dem Buch teilt, wie der Trennung von einer geliebten Person. Breezeblocks erreichte Platz sechs U.K. Independent Charts, Platz neun der Billboard Alternative Songs Charts.
Ein weiteres vom Buch inspirierters Lied ist Alessia Caras Single Wild Things aus dem Jahr 2016. Sie erreichte Platz 50 der Billboard Hot 100 und Platz 76 der deutschen Singlecharts. In einem Interview mit ABC News Radio sagte Cara, dass jeder wilde Kerl eine Emotion repräsentiert und sie das im Lied adaptieren wollte.

## Ausgaben (Auswahl)
- Maurice Sendak: Where the Wild Things Are. HarperCollins, New York 2012, ISBN 978-0-06-025492-6 (englisch, 48 S., Erstausgabe: Harper & Row, New York  1963).
- Maurice Sendak: Wo die wilden Kerle wohnen. 5. Auflage. Diogenes Verlag, Zürich 2013, ISBN 978-3-257-01161-6 (40 S., englisch: Where the Wild Things Are. New York 1963. Übersetzt von Claudia Schmölders, Erstausgabe: Diogenes Verlag, Zürich  1967).

### Hörbücher
- Maurice Sendak: Where the Wild Things Are and Other Stories, Sprecherin: Tammy Grimes. HarperCollins, 2007, ISBN 0-06-122740-4.
- Maurice Sendak: Wo die wilden Kerle wohnen und andere Geschichten. Diogenes Verlag, Zürich 2009, ISBN 978-3-257-80286-3.